# HD 175535
HD 175535，又名BD+50 2686，SAO 31241、HR 7137，是一颗恒星，视星等为4.92，位于銀經80.43，銀緯20.4，其B1900.0坐标为赤經18h 50m 44.9s，赤緯+50° 20.4′ 1″。